# Euryzygomatomys spinosus
{{#ifeq:0|0|{{#if:|{{#if:Euryzygomatomysspinosus|[[]}}|}}}}
Ґуяра Фішера (Euryzygomatomys spinosus) — вид гризунів родини Голчастих щурів, що зустрічається в південній і східній Бразилії, північно-східній Аргентині та в Парагваї. Мешкає на вологих луках південного Серрадо і у пампах у штаті Мінас-Жерайс, Бразилія. Також трапляється в лісах, у перехідній зоні лісів та лук і в атлантичному лісі від Еспіріту-Санту й на південь до Аргентини і Парагваю.

## Етимологія
лат. Saturnus — "свинець", натяк на темне хутро гризуна

## Морфологія
Морфометрія. Довжина голови й тіла: 195, довжина хвоста: 50, довжина вуха: 17 мм, вага: 188 грам. 
Опис. Товстий щур, що має короткі вуха і дещо менші голки ніж рід Clyomys і має коротший хвіст і довший зубний ряд і ширші різці. Спина від золотисто-коричневого до чорного. Живіт більш жовтувато-коричневий ніж спина, маркований білуватими клаптями. Підборіддя й горло часто більш жовтувато-коричневі. 